# X (песня Jonas Brothers)
«X» — песня американской поп-рок группы Jonas Brothers, записанная при участии колумбийской реггетон певицы Karol G. Сингл вышел 15 мая 2020 года как третий сингл из предстоящего шестого студийного альбома группы. Песня была выпущена одновременно с Five More Minutes.

## История
11 мая 2020 года Jonas Brothers анонсировали релиз нового сингла «X», который должен выйти 15 мая. Синглы «X» и «Five More Minutes» можно было услышать в их документальном фильме «Счастье продолжается: Концертный фильм Jonas Brothers», который был выпущен в апреле. Во время интервью для Insider Кевин Джонас сказал: «Новый сингл „X“ — это песня, которой я очень рад». Далее он объяснил, что он чувствует по поводу сотрудничества, которое напоминает ему те чувства, которые он испытывал от хита группы 2019 года «Sucker», который ознаменовал их музыкальное возвращение после шестилетнего перерыва. «Я могу честно сказать, что был только один раз, когда у меня постоянно была наша песня в моей голове», сказал Джонас. «Это были „Sucker“ и „What a Man Gotta Do“, но „Sucker“ был словно червяком в моей голове».

## Мнение критиков
Джесика Ройз из Billboard сказала, что «X» — это «настоящая мода от Jonas Brothers, смесь привлекательного цепляющего данс-поп со стилем латинской альт-румбы». Алета Легаспи из Rolling Stone назвала «X» знойным танцевальным номером с кокетливой лирикой; в то время как 
Karol G так же заводит своим огненным стихом на испанском языке.

## Чарты
| Чарт (2020)                                | Лучшая позиция |
| ------------------------------------------ | -------------- |
| Бельгия/Фландрия (Ultratip Bubbling Under) | 27             |
| Ирландия (IRMA)                            | 71             |
| Нидерланды (Dutch Top 40)                  | 25             |
| Нидерланды (Single Tip)                    | 22             |
| Новая Зеландия Hot Singles (RMNZ)          | 7              |
| Шотландия (OCC Scotland)                   | 47             |
| Швейцария (Schweizer Hitparade)            | 79             |

## Сертификация
| Регион                                                                      | Сертификация | Продажи |
| --------------------------------------------------------------------------- | ------------ | ------- |
| Бразилия (ABPD)                                                             | Золотой      | 20 000  |
| Канада (Music Canada)                                                       | Золотой      | 40 000  |
| Польша (ZPAV)                                                               | Золотой      | 10 000  |
| Данные о продажах + прослушиваниях приведены только на основе сертификации. |              |         |